# Igor Djoman
Igor Djoman (* 1. Mai 1986 in Clermont) ist ein französischer ehemaliger Fußballspieler beninischer Herkunft.
Djoman war ab 2003 für die Reservemannschaft des SC Amiens aktiv, bis er 2004 beim Zweitligisten EA Guingamp unterschrieb. Der damals 18-Jährige stand zwar im Kader der Profimannschaft, kam aber in seiner ersten Saison zu keinem Einsatz. Dem folgte eine zweite Saison, in der er sein Zweitligadebüt feierte, über dies aber nicht hinauskam. Ab der dritten Saison kam er häufiger zu Einsätzen, konnte sich jedoch nicht als Stammspieler etablieren. 2010 verließ er infolgedessen Guingamp, mit dem er 2009 den Coupe de France gewonnen hatte. Zu Beginn der Saison 2011/12 fand er im Drittligisten Le Poiré-sur-Vie VF einen neuen Arbeitgeber und wurde in seiner ersten Saison regelmäßig eingesetzt. Dennoch entschied er sich 2012, den Verein wieder zu verlassen. Im Januar 2013 unterschrieb er beim bulgarischen Erstligisten Beroe Stara Zagora. Bei Stara Zagora kam er zuerst als Ergänzungsspieler und ab April 2013 als Stammspieler zum Einsatz. Er spielte dort bis Sommer 2016, als er zum al-Mojzel Club nach Saudi-Arabien wechselte. Der Klub war in die Saudi Professional League aufgestiegen, wurde aber kurze Zeit später in die dritte Liga zwangsversetzt. Djoman verließ den Verein wieder und schloss sich Lok Gorna Orjachowiza an, das gerade in die A Grupa aufgestiegen war. Am Ende der Saison 2016/17 musste er mit seinem Team absteigen. Er wechselte anschließend zu Gibraltar United FC. Dort kam er meist als Einwechselspieler zum Einsatz. Von Anfang 2018 bis zum Saisonende 2018/19 spielte er für al-Tadhamon SC in Kuwait. Seitdem ist er vereinslos.